# Караччоло, Джованни
Джова́нни Караччо́ло (итал. Giovanni Caracciolo; ок. 1372 — 19 августа 1432, Неаполь) — секретарь и любимец неаполитанской королевы Джованны II.

## Биография
В течение 16 лет (1416—1432 годы) Караччоло пользовался огромной властью и держал в трепете всех подданных Джованны, пока не был убит заговорщиками. Его труп был выставлен был перед ликующей толпой, а имущество конфисковано.